# Campeonato de Escocia de Rugby 2019-20
El Campeonato de Escocia de Rugby 2019-20 fue la cuadragésima séptima temporada de la Primera División de rugby de Escocia.
El 29 de marzo de 2020 el torneo fue cancelado definitivamente debido a la Pandemia de COVID-19 en Reino Unido.

## Sistema de disputa
Cada equipo disputó encuentros frente a cada uno de los rivales en condición de local y de visita.
Luego de la fase regular los cuatro mejores clasificados disputaran una semifinal enfrentándose el primer clasificado frente al cuarto y el segundo frente al tercero.
Puntuación
Para ordenar a los equipos en la tabla de posiciones se los puntuará según los resultados obtenidos.
- 4 puntos por victoria.
- 2 puntos por empate.
- 0 puntos por derrota.
- 1 punto bonus por ganar haciendo 3 o más tries que el rival.
- 1 punto bonus por perder por siete o menos puntos de diferencia.

## Temporada Regular
- Clasificación:[2]

| Pos. | Equipo                 | Encuentros | Encuentros | Encuentros | Encuentros | Tantos | Tantos | Tantos | PB | PB | Puntos |
| Pos. | Equipo                 | PJ         | PG         | PE         | PP         | F      | C      | Dif    | BO | BD | Puntos |
| ---- | ---------------------- | ---------- | ---------- | ---------- | ---------- | ------ | ------ | ------ | -- | -- | ------ |
| 1.º  | Marr RFC               | 16         | 14         | 1          | 1          | 571    | 252    | +319   | 10 | 1  | 69     |
| 2.º  | Currie Chieftains      | 17         | 13         | 0          | 4          | 558    | 267    | +291   | 13 | 2  | 67     |
| 3.º  | Hawick RFC             | 16         | 12         | 1          | 3          | 450    | 247    | +203   | 9  | 1  | 60     |
| 4.º  | Selkirk RFC            | 18         | 9          | 2          | 7          | 392    | 375    | +17    | 6  | 3  | 49     |
| 5.º  | Aberdeen Grammar Rugby | 18         | 8          | 0          | 10         | 417    | 607    | -190   | 5  | 2  | 39     |
| 6.º  | Jed-Forest RFC         | 18         | 6          | 0          | 12         | 452    | 537    | -85    | 9  | 3  | 36     |
| 7.º  | GHA                    | 18         | 6          | 0          | 12         | 361    | 539    | -178   | 6  | 4  | 34     |
| 8.º  | Musselburgh RFC        | 18         | 5          | 2          | 11         | 412    | 625    | -213   | 7  | 3  | 34     |
| 9.º  | Glasgow Hawks          | 17         | 5          | 0          | 12         | 337    | 425    | -88    | 5  | 7  | 32     |
| 10.º | Edinburgh Accies       | 16         | 4          | 2          | 10         | 332    | 408    | -76    | 5  | 2  | 27     |